# Антихелиониди
Антихелиониди су спорадични метеори који привидно долазе из смера супротног од положаја Сунца. Материјал који даје антихелиониде потиче од различитих тела (комета и астероида) мале инклинације, а у контакт са земљином атмосфером долази пре него што прође кроз свој перихел.
Већина метеороида који припадају овом извору су астероидног порекла, са афелом у астероидном појасу. Угао под којим секу Земљину орбиту варира, али услед Земљине револуције долази до фокусирања радијанта у област супротну Сунцу (антихелион). Међутим, услед ротације Земље, радијант је померен 15° на исток (ближе апексу) и знатно је већи од радијаната правих метеорских ројева — 30° по ректасцензији а 15° по деклинацији, због чега је овалног облика. Кулминација радијанта је у 1 час после поноћи по локалном стандардном времену (односно у 2 сата по поноћи ако је на снази летње рачунање времена). Антихелионски извор никада не одступа више од 23° од еклиптике, тако да се антихелиониди могу видети са обе хемисфере. Крајем новембра и почетком децембра је на 23° северно од еклиптике и тада је највидљивији са северне хемисфере, али се тада поклапа са радијантом Таурида; док је крајем маја / почетком јуна на 23° јужно од еклиптике и тада је највиши за посматраче са јужне хемисфере.
Раније је овај извор третиран као већи број ројева чији се положај налазио скоро на еклиптици, и то:
- δ-Канкриди (DCA)
- Виргиниди (VIR)
- Сагитариди (SAG)
- Северни δ-Аквариди
- Јужни ι-Аквариди
- Северни ι-Аквариди
- Писциди (SPI)
- Северни Тауриди
- Јужни Тауриди
- Северни χ-Ориониди (XOR)

Од ројева који имају радијант у антихелиону, задржани су δ-Леониди, Каприкорниди и Тауриди, због јасне издвојености радијанта и максимума, и јер су им позната родитељска тела.
Током највећег дела године, могуће је видети 2 — 3 метеора на сат из овог извора, али се у неким периодима овај број повећава, када Земља наилази на гушће распоређене метеороиде. Ти периоди су раније сматрани максимумима наведених еклиптичких ројева.